# Cemus levicula
Cemus levicula är en insektsart som beskrevs av Ronald Gordon Fennah 1964. Cemus levicula ingår i släktet Cemus och familjen sporrstritar. Inga underarter finns listade i Catalogue of Life.